# Areine
Pour les articles ayant des titres homophones, voir Arènes et Areines.
Pour le résidu de sable grossier produit par l'altération des roches granitiques lessivées en place, voir Arène (géologie).

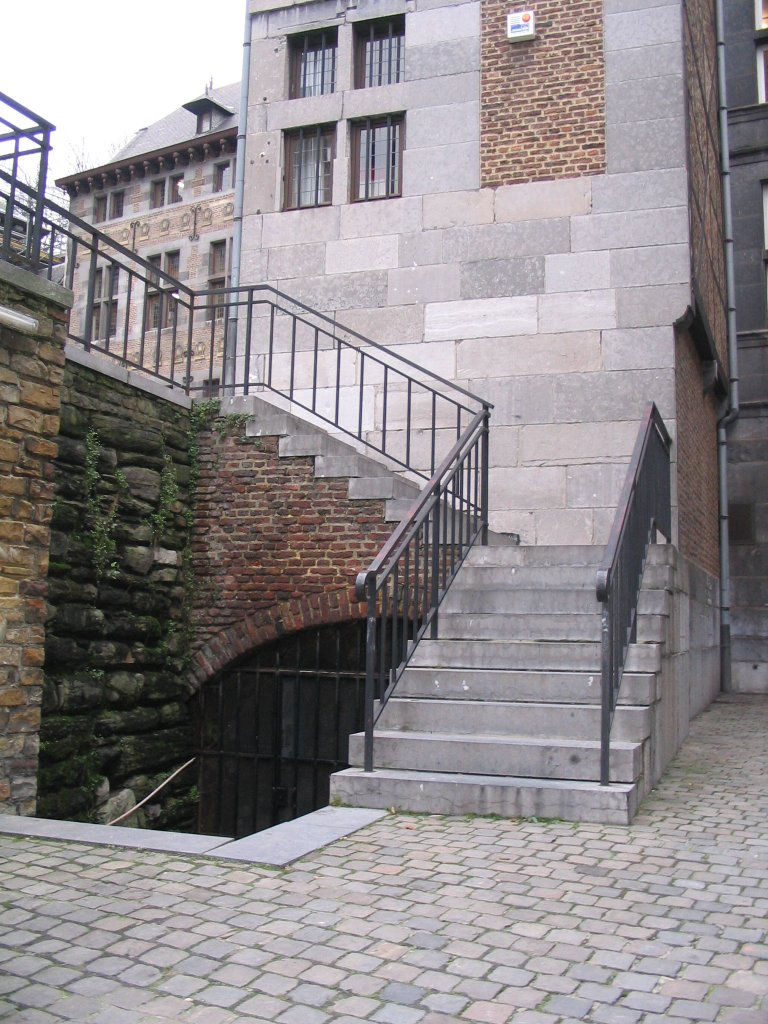
Œil de l'areine de Richonfontaine, rue Mère-Dieu, Liège

Une areine (il existe plusieurs orthographes : arène, araine, etc.), en région liégeoise,  seuwe, sèwe, saiwe en Hainaut, ou encore conduit dans le Borinage ou le Centre, désigne une galerie creusée au pied d'une colline, destinée à évacuer l'eau par écoulement et permettre l'exploitation de la houille.  On parle aussi de galerie d'exhaure (à Liège, de xhorre).
Le débouché s'appelle œil de l'areine, il se situe au point le plus bas possible de manière à drainer un maximum d'eau. Le point de rencontre entre l'areine et une mine s'appelle steppement, les diverticules sont appelés rotices. Une areine couvre un district repérable grâce au niveau de sa « mer d'eau » et est séparée des autres areines par des serres (zones d'exploitation interdites) ou des failles.

## Étymologie
Le terme areine vient de l’allemand Rinne (rigole, fossé, vallée) de rinnen (couler) (Source: Grandgagnage). En grec ῥέω (rheo) signifie également couler, tel le rappelle l'aphorisme d'Héraclite: πάντα ῥεῖ  (panta rhei): tout coule.

## Histoire
Les premières areines furent créées dès le XIIIe siècle et firent l'objet d'une législation complexe. Les houillères de la région liégeoise seraient exploitées depuis 1198.
Il y avait quatre franches areines qui servaient également à l'alimentation en eau de la ville :
- l'areine du Val Saint-Lambert, qui fut « abattue », après négociations avec les principaux intéressés (exploitants, areiniers, meuniers, etc.) sur l'areine de la Cité en 1697 par le Conseiller Roland ;
- l'areine de Messire Louis Douffet ;
- l'areine de la Cité ;
- l'areine Richefontaine (parfois appelée Richonfontaine, « richeri fons » 1244), rue Mère-Dieu.

Les autres, une trentaine, étaient dites bâtardes, elles ne servaient qu'au démergement. À partir de 1687, la société des fontaines Roland assura également l'alimentation en eau de la ville à partir de captages par galeries drainantes dans la craie de Hesbaye du plateau de Ans.
Les exploitants de houille (qui creusaient des bures dans les collines) payaient un droit (le cens d'areine) au propriétaire de l'areine, souvent sous forme de sacs de houille (1/80 du produit brut des extractions (1,25 pour cent) sur la rive gauche et 1 pour cent sur la rive droite). Le payement de ce cens d'areine servait également plus ou moins de droit d'exploitation jusqu'à l'introduction d'un système de concessions par l'État après la Révolution française.
La mise en place de ce système d'exhaure ingénieux rendit les mines plus sûres. Auparavant, les premières exploitations extrayaient la houille proche de la surface et facilement accessible. Lorsque leurs travaux étaient envahis par les eaux, l'exploitation était abandonnée et on creusait un nouveau puits dans les environs. Il arrivait fréquemment que les mineurs soient victimes d'un coup d'eau en tentant d'exploiter des veines inférieures.  L'eau accumulée au-dessus de leur tête faisait brutalement irruption dans les galeries, ne leur laissant aucune chance.
Le système continua d'être utile après l'introduction des pompes à vapeur de Thomas Newcomen vers 1727 car il réduisait grandement la hauteur à laquelle il fallait remonter les eaux.
Au XIXe siècle, les affaissement et effondrement miniers affectèrent l'alimentation en eau de la ville par les areines.

## Quelques areines

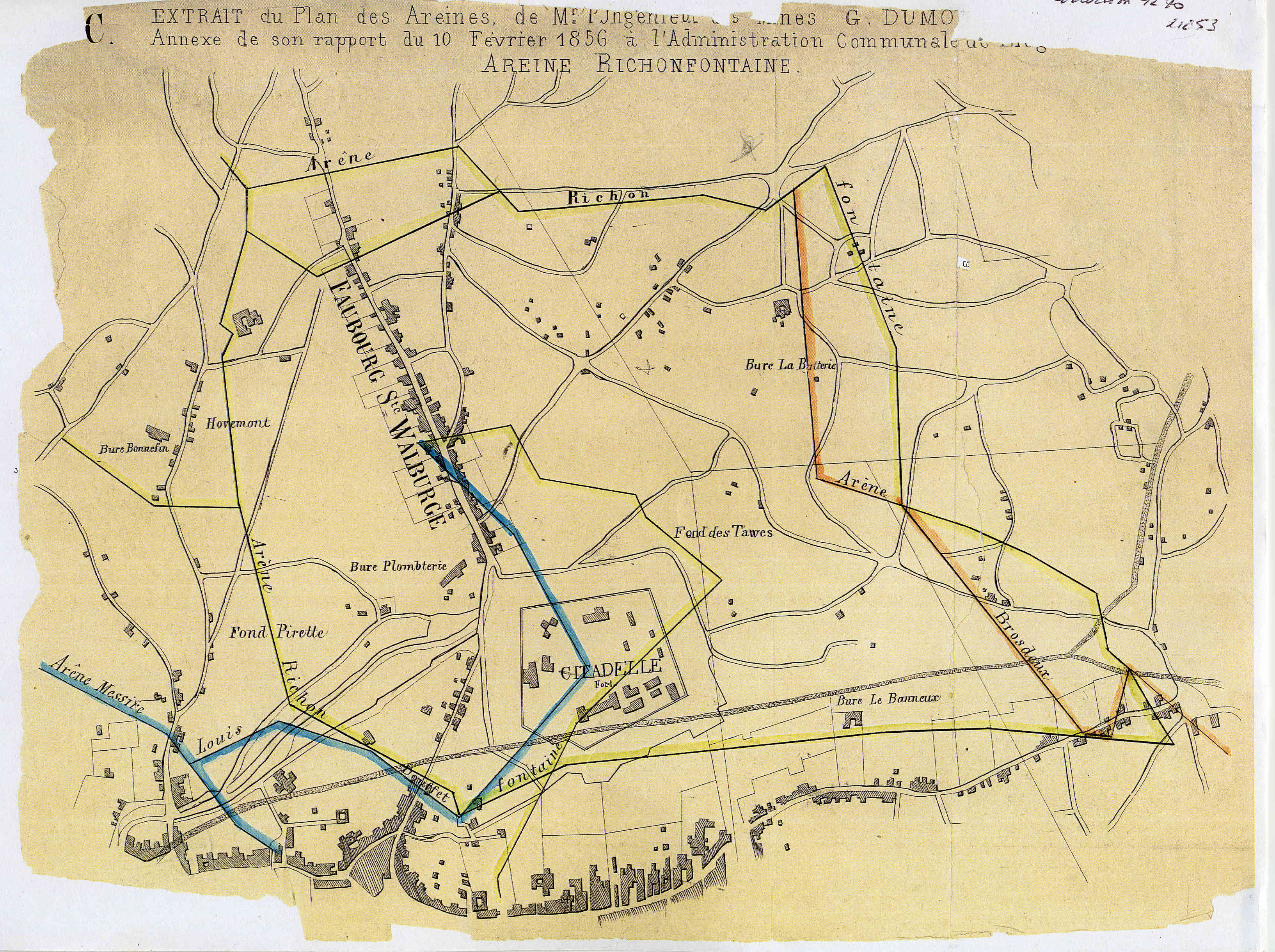
Plan de l'areine de Richonfontaine dressé en 1856 par Gustave Dumont.

On a pu dénombrer une quarantaine d'areines entre Jemeppe et Vivegnis, sans compter celles de la rive droite de la Meuse et celles des mines du plateau de Herve.
Pour la partie principale du bassin minier liégeois, entre Jemeppe et Oupeye, le baron Louis Crassier, dans son Traité des arènes, cite quinze areines principales, d'amont vers l'aval :
- l'areine D'ordange (Dordenge) qui exhaurait les bures du Bois de Mont, (alimentait les douves du château d'Ordange à Seraing[5]), 50° 37′ 01″ N, 5° 30′ 29″ E ;
- l'areine Blavier (existait avant 1471), à Jemeppe-sur-Meuse, 50° 37′ 07″ N, 5° 31′ 01″ E ;
- l'areine Falloise et Borret ;
- l'areine de St-Hubert ;
- l'ancienne areine d'Avroy ;
- l'areine Gersonfontaine (Gierson Fontaine), percée par Curtius en 1608[6], du côté de la rue Lonhienne (50° 38′ 30″ N, 5° 33′ 52″ E) ;
- l'areine du Val St-Lambert, commencée en 1314 par Nicolas Froidcourt, convers du monastère du Val Saint-Lambert[7], du côté de la rue des Moulins entre Ans et Liège ;
- l'areine de la Cité (50° 38′ 45″ N, 5° 33′ 48″ E), divisée en deux branches, l'une dite « Chevron », l'autre dite « Delle-Haxhe », a son œil rue Saint-Séverin ;
- l'areine messire Louis Douffet, ruelle Chabot contiguë à la Table de Pierre (du côté du Cadran actuel, de la rue des Anglais) ;
- l'areine de Richonfontaine, rue Mère-Dieu (50° 38′ 50″ N, 5° 34′ 36″ E), avec toujours près de 500 mètres de galerie toujours accessibles[8] ;
- l'areine Brosdeux (Pawon) (du côté des Bayards) ;
- l'areine Brandesire ;
- l'areine de l'Aventure ;
- l'areine du Marteau ;
- l'areine dite Xhorré-Godin.

Des areines des anciennes exploitations des charbonnage Patience et Beaujonc et de Gives et Ben restent par ailleurs visibles.
Seule celle de Richeronfontaine semble faire l'objet d'une préservation (elle a été redécouverte dans les années 1950 lors de la réhabilitation du quartier après les bombardements de la Seconde Guerre mondiale).
La plupart sont probablement intégrées au réseau d'égouts actuel. Des travaux sont réalisés, début du XXIe siècle, afin d'éviter la dilution des eaux usées avant leur traitement en station d'épuration.
A Vinalmont (Wanze), dans le "fonds du Doyard" sous le "Theys", il y a une source appelée "source de La Reine" dans le bois éponyme (graphies phonétiques selon la tradition orale qui demande à être vérifiée).  Cette "source"  se situe en amont de la Houillère de Malsemaine à Antheit (fermée en 1908) , de deux trous et trois petits crassiers schisteux (au sud), et en aval de trous au Theys (à l'est) et le long de la route de Villers (au nord).  On peut raisonnablement faire un lien entre cette "source" et une "sèwe".

## Législation
La législation visait le règlement d'une taxe par les houilleurs aux areiniers, mais aussi la sécurité de l'alimentation en eau de la cité. Ainsi, il était interdit d'abattre l'eau des areines franches (en creusant plus bas) sous peine de vie et de confiscation des biens. Un tribunal spécial, la Cour des Voir-Jurés de charbonnage assurait la surveillance des installations, statuait sur les (nombreux) conflits entre les exploitants, les propriétaires, les areiniers… et prenait acte dans des Records. Elle comptait quatre membres dès avant 1355. Ce nombre fut porté à sept en 1487. La cour se composait de mineurs judicieux et expérimentés qui passaient un examen et agissaient, sous l'autorité des Échevins de la ville de Liège, en toute indépendance. Elle fut abolie lors de la Révolution française de 1789.
De temps à autre, la législation fut remise à jour :
- Paix de Waroux (12 octobre 1355) ;
- Règlement de Heinsberg (15 juillet 1424) ;
- Paix de Saint-Jacques (5 avril 1487) ;
- En 1582, l'Édit de Conquête autorise celui qui parvient à exhaurer un gisement à l'exploiter lui-même (moyennant une redevance) si le propriétaire des lieux est dans l'incapacité de le faire lui-même ;
- L'édit du prince Ernest de Bavière (11 janvier 1600) ;
- Loi du 21/28 juillet 1791 sur les mines (en vigueur en Belgique le 20 novembre 1795) ;
- Loi du 21 avril 1810 et suivantes, coordonnées par l'arrêté royal du 15 septembre 1919 ;
- Arrêté royal du 28 avril portant règlement de police des mines (dont l'article 70 interdisant l'accès aux travaux miniers abandonnés) ;
- Arrêté royal du 10 juin 1974 sur les issues et puits de mines (réactualisation de l'obligation de 1884 de fermer efficacement l'accès aux travaux miniers) ;
- Décret du Conseil régional wallon sur les mines du 7 octobre 1988.

Du point de vue du droit minier, les areines, comme tous les ouvrages miniers, restent placées sous la surveillance de l'Administration compétente du Service public de Wallonie (Direction générale des Ressources naturelles et de l'Environnement, Département de l'Environnement et de l'Eau, Direction des Risques industriels, géologiques et miniers (Cellule Sous-sol/Géologie)) et sous la surveillance du concessionnaire, propriétaire de la mine (251 concessions sur 355 existent toujours et ont toujours un propriétaire). Les substances concédées (houille, minerais listés dans l'acte de concession) et les ouvrages et travaux y liés appartiennent au concessionnaire, le reste du sous-sol appartenant toujours au propriétaire de la surface. Le propriétaire de surface n'a aucun droit sur les ouvrages miniers situés sous son terrain.
Les areines (et autres ouvrages miniers) qui dépendent d'une concession retirée ou déchue par un acte officiel du Gouvernement, appartiennent aux propriétaires situés à leur aplomb (sauf acte contraire par lequel l'ouvrage appartiendrait à un autre propriétaire que le reste du sous-sol). Le propriétaire de l'issue n'a aucun droit sur les parties de l'ouvrage situés hors des limites de son terrain.
Certaines areines appartiennent à des particuliers, héritiers des derniers areiniers. Ces ouvrages restent néanmoins soumis au droit minier.
Dans tous les cas, en vertu des lois et règlements sur les mines, l'accès aux ouvrages miniers est interdit à quiconque, à l'exception du seul concessionnaire et de l'Administration chargée de la surveillance (et encore, dans les limites très restrictives laissées par la législation sur la protection des travailleurs). Cette interdiction est justifiée par les risques non négligeables d'accident, et en particulier d'asphyxie (diminution de la teneur en oxygène et augmentation de la teneur en dioxyde de carbone, avec risque d'évanouissement et de noyade en cas de présence d'eau), de teneur dangereuse en CO2, voire de risque d'inflammation de grisou (CH4). Les personnes qui forcent les dispositifs de fermeture de telles galeries le font à leurs risques et périls. Elles devront assumer les conséquences pénales et civiles d'accidents qui pourraient survenir à des tiers à la suite de la possibilité d'accès qu'ils auront laissée ou des indications qu'elles auront laissées à des tiers pour y accéder. Par ailleurs, les concessionnaires occupés à sécuriser leurs concessions dans le cadre réglementaires pourront réclamer la remise en état des lieux qu'ils avaient sécurisés précédemment.
Une cartographie la plus précise possible du tracé de ces areines, ainsi que des très nombreux puits de service (« bures de xhorre » ou « bures d'areine ») qui les jalonnent est en cours au Service public de Wallonie, dans le cadre de la cartographie minière et dans le cadre des opérations de retrait et de sécurisation des concessions minières.